# Medaliści mistrzostw świata w kolarstwie torowym – sprint indywidualny zawodowców
Pełna lista medalistów mistrzostw świata w kolarstwie torowym w sprincie indywidualnym zawodowców.

## Medaliści
| Rok i miejsce          | Złoto              | Srebro              | Brąz                     |
| ---------------------- | ------------------ | ------------------- | ------------------------ |
| 1895 Kolonia           | Robert Protin      | George Banker       | Émile Huet               |
| 1896 Kopenhaga         | Paul Bourrillon    | Charles Barden      | Edmond Jacquelin         |
| 1897 Glasgow           | Willy Arend        | Charles Barden      | Paul Masson              |
| 1898 Wiedeń            | George Banker      | Franz Verheyen      | Edmond Jacquelin         |
| 1899 Montreal          | Marshall Taylor    | Tom Butler          | Gaston Courbe D'Outrelon |
| 1900 Paryż             | Edmond Jacquelin   | Harrie Meyers       | Willy Arend              |
| 1901 Berlin            | Thorvald Ellegaard | Edmond Jacquelin    | Guus Schilling           |
| 1902 Rzym              | Thorvald Ellegaard | Harrie Meyers       | Pietro Bixio             |
| 1903 Kopenhaga         | Thorvald Ellegaard | Willy Arend         | Harrie Meyers            |
| 1904 Londyn            | Iver Lawson        | Thorvald Ellegaard  | Henry Mayer              |
| 1905 Antwerpia         | Gabriel Poulain    | Thorvald Ellegaard  | Henry Mayer              |
| 1906 Genewa            | Thorvald Ellegaard | Gabriel Poulain     | Émile Friol              |
| 1907 Paryż             | Émile Friol        | Henry Mayer         | Walter Rütt              |
| 1908 Berlin            | Thorvald Ellegaard | Gabriel Poulain     | Charles Van Den Born     |
| 1909 Kopenhaga         | Victor Dupré       | Gabriel Poulain     | Walter Rütt              |
| 1910 Bruksela          | Émile Friol        | Thorvald Ellegaard  | Walter Rütt              |
| 1911 Rzym              | Thorvald Ellegaard | Léon Hourlier       | Julien Pouchois          |
| 1912 Newark            | Frank Kramer       | Alfred Grenda       | André Perchicot          |
| 1913 Lipsk             | Walter Rütt        | Thorvald Ellegaard  | André Perchicot          |
| 1920 Antwerpia         | Robert Spears      | Ernst Kaufmann      | William Bailey           |
| 1921 Kopenhaga         | Piet Moeskops      | Robert Spears       | Pierre Sergent           |
| 1922 Paryż             | Piet Moeskops      | Robert Spears       | Alois De Graeve          |
| 1923 Zurych            | Piet Moeskops      | Gabriel Poulain     | Ernst Kaufmann           |
| 1924 Paryż             | Piet Moeskops      | Ernst Kaufmann      | Maurice Schilles         |
| 1925 Amsterdam         | Ernst Kaufmann     | Maurice Schilles    | Lucien Michard           |
| 1926 Mediolan/Turyn    | Piet Moeskops      | Cesare Moretti      | Lucien Michard           |
| 1927 Kolonia           | Lucien Michard     | Ernst Kaufmann      | Lucien Faucheux          |
| 1928 Budapeszt         | Lucien Michard     | Lucien Faucheux     | Ernst Kaufmann           |
| 1929 Zurych            | Lucien Michard     | Piet Moeskops       | Ernst Kaufmann           |
| 1930 Bruksela          | Lucien Michard     | Piet Moeskops       | Orlando Piani            |
| 1931 Kopenhaga         | Willy Falck Hansen | Lucien Michard      | Jef Scherens             |
| 1932 Rzym              | Jef Scherens       | Lucien Michard      | Mathias Engel            |
| 1933 Paryż             | Jef Scherens       | Lucien Michard      | Albert Richter           |
| 1934 Lipsk             | Jef Scherens       | Albert Richter      | Louis Gérardin           |
| 1935 Bruksela          | Jef Scherens       | Albert Richter      | Louis Gérardin           |
| 1936 Zurych            | Jef Scherens       | Louis Gérardin      | Albert Richter           |
| 1937 Kopenhaga         | Jef Scherens       | Arie van Vliet      | Albert Richter           |
| 1938 Amsterdam         | Arie van Vliet     | Jef Scherens        | Albert Richter           |
| 1939 Mediolan          | -                  | -                   | Albert Richter           |
| 1946 Zurych            | Jan Derksen        | Georges Senfftleben | Arie van Vliet           |
| 1947 Paryż             | Jef Scherens       | Louis Gérardin      | Georges Senfftleben      |
| 1948 Amsterdam         | Arie van Vliet     | Louis Gérardin      | Georges Senfftleben      |
| 1949 Kopenhaga         | Reg Harris         | Jan Derksen         | Arie van Vliet           |
| 1950 Liège             | Reg Harris         | Arie van Vliet      | Jan Derksen              |
| 1951 Mediolan          | Reg Harris         | Jacques Bellenger   | Sidney Patterson         |
| 1952 Paryż             | Oscar Plattner     | Georges Senfftleben | Jan Derksen              |
| 1953 Zurych            | Arie van Vliet     | Enzo Sacchi         | Reg Harris               |
| 1954 Kolonia           | Reg Harris         | Arie van Vliet      | Enzo Sacchi              |
| 1955 Mediolan          | Antonio Maspes     | Oscar Plattner      | Arie van Vliet           |
| 1956 Kopenhaga         | Antonio Maspes     | Reg Harris          | Oscar Plattner           |
| 1957 Liège             | Jan Derksen        | Arie van Vliet      | Roger Gaignard           |
| 1958 Paryż             | Michel Rousseau    | Enzo Sacchi         | Antonio Maspes           |
| 1959 Amsterdam         | Antonio Maspes     | Michel Rousseau     | Jan Derksen              |
| 1960 Lipsk             | Antonio Maspes     | Oscar Plattner      | Jos De Bakker            |
| 1961 Zurych            | Antonio Maspes     | Michel Rousseau     | Jos De Bakker            |
| 1962 Mediolan          | Antonio Maspes     | Sante Gaiardoni     | Oscar Plattner           |
| 1963 Liège             | Sante Gaiardoni    | Antonio Maspes      | Jos De Bakker            |
| 1964 Paryż             | Antonio Maspes     | Ron Baensch         | Jos De Bakker            |
| 1965 San Sebastián     | Giuseppe Beghetto  | Sante Gaiardoni     | Ron Baensch              |
| 1966 Frankfurt         | Giuseppe Beghetto  | Ron Baensch         | Sante Gaiardoni          |
| 1967 Amsterdam         | Patrick Sercu      | Giuseppe Beghetto   | Domenico De Lillo        |
| 1968 Rzym              | Giuseppe Beghetto  | Patrick Sercu       | Ehrenfried Rudolph       |
| 1969 Antwerpia         | Patrick Sercu      | Robert Van Lancker  | Sante Gaiardoni          |
| 1970 Leicester         | Gordon Johnson     | Sante Gaiardoni     | Leijn Loevesijn          |
| 1971 Varese            | Leijn Loevesijn    | Robert Van Lancker  | Giordano Turrini         |
| 1972 Marsylia          | Robert Van Lancker | Gordon Johnson      | Giordano Turrini         |
| 1973 San Sebastián     | Robert Van Lancker | Giordano Turrini    | Ezio Cardi               |
| 1974 Montreal          | Peder Pedersen     | John Nicholson      | Robert Van Lancker       |
| 1975 Liège             | John Nicholson     | Peder Pedersen      | Ryōji Abe                |
| 1976 Lecce             | John Nicholson     | Giordano Turrini    | Yoshikazu Sugata         |
| 1977 San Cristóbal     | Kōichi Nakano      | Yoshikazu Sugata    | John Nicholson           |
| 1978 Monachium         | Kōichi Nakano      | Dieter Berkmann     | Yoshinobu Kanno          |
| 1979 Amsterdam         | Kōichi Nakano      | Dieter Berkmann     | Michel Vaarten           |
| 1980 Besançon          | Kōichi Nakano      | Masahiko Ozaki      | Daniel Morelon           |
| 1981 Brno              | Kōichi Nakano      | Yavé Cahard         | Kenji Takahashi          |
| 1982 Leicester         | Kōichi Nakano      | Gordon Singleton    | Yavé Cahard              |
| 1983 Zurych            | Kōichi Nakano      | Yavé Cahard         | Ottavio Dazzan           |
| 1984 Barcelona         | Kōichi Nakano      | Ottavio Dazzan      | Yavé Cahard              |
| 1985 Bassano           | Kōichi Nakano      | Yoshiyuki Matsueda  | Ottavio Dazzan           |
| 1986 Colorado Springs  | Kōichi Nakano      | Hideyuki Matsui     | Nobuyuki Tawara          |
| 1987 Wiedeń            | Nobuyuki Tawara    | Hideyuki Matsui     | Claudio Golinelli        |
| 1988 Gandawa           | Stephen Pate       | -.                  | Nobuyuki Tawara          |
| 1989 Lyon              | Claudio Golinelli  | Yūichirō Kamiyama   | Hideyuki Matsui          |
| 1990 Maebashi          | Michael Hübner     | Claudio Golinelli   | Stephen Pate             |
| 1991 Stuttgart         | -.                 | Fabrice Colas       | -.                       |
| 1992 Walencja          | Michael Hübner     | Frédéric Magné      | Erik Schoefs             |
| 1993 Hamar             | Gary Neiwand       | Michael Hübner      | Eyk Pokorny              |
| 1994 Palermo           | Marty Nothstein    | Darryn Hill         | Michael Hübner           |
| 1995 Bogota            | Darryn Hill        | Curt Harnett        | Frédéric Magné           |
| 1996 Manchester        | Florian Rousseau   | Marty Nothstein     | Darryn Hill              |
| 1997 Perth             | Florian Rousseau   | Jens Fiedler        | Darryn Hill              |
| 1998 Bordeaux          | Florian Rousseau   | Jens Fiedler        | Laurent Gané             |
| 1999 Berlin            | Laurent Gané       | Jens Fiedler        | Florian Rousseau         |
| 2000 Manchester        | Jan van Eijden     | Laurent Gané        | -.                       |
| 2001 Antwerpia         | Arnaud Tournant    | Laurent Gané        | Florian Rousseau         |
| 2002 Kopenhaga         | Sean Eadie         | Jobie Dajka         | Florian Rousseau         |
| 2003 Stuttgart         | Laurent Gané       | Jobie Dajka         | René Wolff               |
| 2004 Melbourne         | Theo Bos           | Laurent Gané        | Ryan Bayley              |
| 2005 Los Angeles       | René Wolff         | Mickaël Bourgain    | Jobie Dajka              |
| 2006 Bordeaux          | Theo Bos           | Craig MacLean       | Stefan Nimke             |
| 2007 Palma de Mallorca | Theo Bos           | Grégory Baugé       | Mickaël Bourgain         |
| 2008 Manchester        | Chris Hoy          | Kévin Sireau        | Mickaël Bourgain         |
| 2009 Pruszków          | Grégory Baugé      | Azizul Hasni Awang  | Kévin Sireau             |
| 2010 Kopenhaga         | Grégory Baugé      | Shane Perkins       | Kévin Sireau             |
| 2011 Apeldoorn         | Jason Kenny        | Chris Hoy           | Mickaël Bourgain         |
| 2012 Melbourne         | Grégory Baugé      | Jason Kenny         | Chris Hoy                |
| 2013 Mińsk             | Stefan Bötticher   | Dienis Dmitrijew    | François Pervis          |
| 2014 Cali              | François Pervis    | Stefan Bötticher    | Dienis Dmitrijew         |
| 2015 Paryż             | Grégory Baugé      | Dienis Dmitrijew    | Quentin Lafargue         |
| 2016 Londyn            | Jason Kenny        | Matthew Glaetzer    | Dienis Dmitrijew         |
| 2017 Hongkong          | Dienis Dmitrjew    | Harrie Lavreysen    | Ethan Mitchell           |
| 2018 Apeldoorn         | Matthew Glaetzer   | Jack Carlin         | Sébastien Vigier         |
| 2019 Pruszków          | Harrie Lavreysen   | Jeffrey Hoogland    | Mateusz Rudyk            |
| 2020 Berlin            | Harrie Lavreysen   | Jeffrey Hoogland    | Azizulhasni Awang        |
| 2021 Roubaix           | Harrie Lavreysen   | Jeffrey Hoogland    | Sébastien Vigier         |
| 2022 Montigny          | Harrie Lavreysen   | Matthew Richardson  | Matthew Glaetzer         |

## Tabela medalowa
Stan po MŚ 2022
| Miejsce | Państwo           |    |    |    | Razem |
| ------- | ----------------- | -- | -- | -- | ----- |
| 1.      | Francja           | 25 | 30 | 34 | 89    |
| 2.      | Holandia          | 16 | 12 | 9  | 36    |
| 3.      | Włochy            | 12 | 12 | 14 | 38    |
| 4.      | Belgia            | 12 | 4  | 11 | 27    |
| 5.      | Japonia           | 11 | 6  | 7  | 24    |
| 6.      | Australia         | 9  | 13 | 9  | 31    |
| 7.      | Dania             | 8  | 5  | 0  | 13    |
| 8.      | Niemcy            | 6  | 12 | 16 | 34    |
| 9.      | Wielka Brytania   | 6  | 7  | 4  | 17    |
| 10.     | Stany Zjednoczone | 5  | 3  | 0  | 8     |
| 11.     | Szwajcaria        | 2  | 5  | 5  | 12    |
| 12.     | Rosja             | 1  | 2  | 2  | 5     |
| 13.     | NRD               | 1  | 0  | 0  | 1     |
| 14.     | Kanada            | 0  | 2  | 0  | 2     |
| 15.     | Malezja           | 0  | 1  | 1  | 2     |
| 16.     | Nowa Zelandia     | 0  | 0  | 1  | 1     |
| 16.     | Polska            | 0  | 0  | 1  | 1     |